# Leah Jemeli Malot
Leah Jemeli Malot (* 7. Juni 1972) ist eine kenianische Langstreckenläuferin.

## Leben
1987 gewann sie bei den Panafrikanischen Spielen Gold über 10.000 m, schied aber bei den Leichtathletik-Weltmeisterschaften in Rom im Vorlauf aus. Ein Jahrzehnt später, nach der Geburt ihres ersten Kindes, begann sie eine Karriere als Cross- und Straßenläuferin.
Bei ihren fünf Teilnahmen an Crosslauf-Weltmeisterschaften gewann sie jedes Mal mit dem kenianischen Team eine Medaille (zweimal Gold, zweimal Silber und einmal Bronze). Ihre besten Einzelplatzierungen waren jeweils ein sechster Platz 2000 und 2001.
Sechsmal gewann sie den Basler Stadtlauf (1996–2000, 2002) und je dreimal den Darmstädter Stadtlauf (1997, 1998, 2008), den Trierer Silvesterlauf (1997, 1999, 2001) und den Schweizer Frauenlauf (2001–2003). Außerdem war sie siegreich bei der Nacht von Borgholzhausen (1997), dem Kasseler Citylauf (1998), dem Dam tot Damloop (1998), dem Grand Prix von Bern (2000), dem Luzerner Stadtlauf (2002) und dem Zürcher Silvesterlauf (2004). Ihr größter Erfolg auf der Bahn in dieser Zeit war der Gewinn der Silbermedaille über 10.000 m bei den Leichtathletik-Afrikameisterschaften 2002.
Nach der Geburt ihres zweiten Kindes wechselte sie 2008 auf die Marathondistanz und wurde Siebte beim Düsseldorf-Marathon und Sechste beim Frankfurt-Marathon. 2009 folgte ein siebter Platz beim Paris-Marathon.

## Persönliche Bestzeiten
- 1000 m: 2:42,77 min, 9. Mai 1999, Pliezhausen
- 1500 m: 4:10,17 min, 5. September 1999, Leverkusen
- 3000 m: 8:35,74 min, 7. Juli 1999, Rom
  - Halle: 8:43,01 min, 3. Februar 1999, Erfurt (ehemaliger Afrikarekord)
- 5000 m: 14:39,83 min, 1. September 2000, Berlin (ehemaliger kenianischer Rekord)	 
  - Halle: 15:17,88 min, 13. Februar 1999, Dortmund
- 10.000 m: 30:57,70 min, 5. August 2000, Heusden
- 10 km: 31:40 min, 31. März 2002, La Courneuve
- Halbmarathon: 1:09:46 h, 17. September 2000, Amsterdam
- Marathon: 2:30:29 h, 5. April 2009, Paris